# NGC 5870
NGC 5870 (NGC 5826) je lećasta galaktika u zviježđu Zmaju. Naknadno je utvrđeno da je NGC 5826 ista galaktika.

## Vanjske poveznice
- (engl.) SEDS: NGC 5870
- (engl.) Hartmut Frommert: Revidirani Novi opći katalog
- (engl.) Izvangalaktička baza podataka NASA-e i IPAC-a
- (engl.) Astronomska baza podataka SIMBAD
- (engl.) VizieR
- DSS-ova slika NGC 5870  Arhivirana inačica izvorne stranice od 26. ožujka 2016. (Wayback Machine)
- (engl.) Auke Slotegraaf: NGC 5870 Deep Sky Observer's Companion
- (engl.) Courtney Seligman: Objekti Novog općeg kataloga: NGC 5850 - 5899